# Toray Pan Pacific Open 2001
Il Toray Pan Pacific Open 2001 è stato un torneo di tennis giocato sul sintetico indoor. È stata la 26ª edizione del Toray Pan Pacific Open, che fa parte della categoria Tier I nell'ambito del WTA Tour 2001. Si è giocato al Tokyo Metropolitan Gymnasium di Tokyo, in Giappone, dal 27 gennaio al 4 febbraio 2001.

## Campionesse

### Singolare
Lindsay Davenport ha battuto in finale  Martina Hingis con il punteggio di 6(4)–7, 6–4, 6–2

### Doppio
Lisa Raymond /  Rennae Stubbs hanno battuto in finale  Anna Kurnikova /  Iroda Tulyaganova con il punteggio di 7–6(5), 2–6, 7–6(6)